# Кам'янсько-Дніпровська районна рада
Кам'янсько-Дніпровська районна рада — районна рада Кам'янсько-Дніпровського району Запорізької області, з адміністративним центром в м. Кам'янка-Дніпровська.

## Загальні відомості
Кам'янсько-Дніпровській районній раді підпорядковані 1 міська рада, 8 сільських рад, 1 місто, 1 селище, 16 сіл. Водойми на території районної ради: Каховське водосховище.  
Населення становить 40 684 осіб (01.01.2015). З них 13 277 (33%) — міське населення, 27 407 (67%) — сільське.

## Склад ради
Загальний склад ради: 34 депутати. Партійний склад ради: "Опозиційний блок" — 17, "Наш край" — 6, "СОЛІДАРНІСТЬ" — 3, "Відродження" — 2, Всеукраїнське об’єднання «Батьківщина» — 2, Радикальна партія Олега Ляшка — 2, УКРОП — 2.

### Керівний склад ради
- Голова — Олененко Геннадій Андрійович
- Заступник голови — Колесник Валентин Петрович